# Nébulo
Nébulo (griego: Νέβουλος) fue un comandante eslavo o búlgaro al servicio del emperador bizantino Justiniano II (r. 685-695 y 705-711), que desertó a los árabes con muchos de sus hombres en la crucial batalla de Sebastópolis.
En 688/689, Justiniano trasplantó por la fuerza a las poblaciones eslavas de la península balcánica, instalándolas en el despoblado thema Opsiciano. De ellos reclutó un cuerpo militar especial supuestamente de 30 000 efectivos, llamado en griego λαός περιούσιος, "el pueblo elegido". Cerca de 690, Nébulo, que ya tenía el rango de skribon y, posiblemente, había servido en la guardia imperial, fue nombrado comandante (arconte) de aquel cuerpo. El origen de Nébulo es objeto de controversia entre los estudiosos, puesto que algunos sugieren un origen búlgaro, y otros uno eslavo meridional. Según el relato del patriarca Nicéforo, fue elegido de entre la nobleza de los colonos eslavos.
En 692/693, habiendo completado su adiestramiento, el cuerpo fue empleado por Justiniano en una gran campaña contra el Califato Omeya, bajo el mando de Leoncio, strategos del thema Anatólico. Los bizantinos se enfrentaron a los árabes en Sebastópolis, y parecían tener la ventaja, hasta que Nébulo, con la mayor parte (unos 20 000) de sus hombres, abandonó las líneas bizantinas y se pasó al enemigo, supuestamente sobornado por el comandante omeya, Muhammad ibn Marwan. Algunas fuentes informan, probablemente con gran exageración, de cómo posteriormente se tomó el Emperador su venganza sobre los eslavos restantes: disolvió el cuerpo y mató o esclavizó a muchos de los hombres, así como a las familias de los desertores. Nébulo y su gente por el contrario fueron asentados en Siria, y fueron empleados en futuras incursiones contra la Anatolia bizantina.